# Stora Illingen
Stora Illingen är en sjö i Borlänge kommun och Falu kommun i Dalarna och ingår i Dalälvens huvudavrinningsområde. Sjön har en area på 0,211 kvadratkilometer och ligger 202,5 meter över havet.

## Delavrinningsområde
Stora Illingen ingår i det delavrinningsområde (672062-147682) som SMHI kallar för Utloppet av Stora Illingen. Medelhöjden är 238 meter över havet och ytan är 2,25 kvadratkilometer. Det finns inga avrinningsområden uppströms utan avrinningsområdet är högsta punkten. Vattendraget som avvattnar avrinningsområdet har biflödesordning 4, vilket innebär att vattnet flödar genom totalt 4 vattendrag innan det når havet efter 225 kilometer. Avrinningsområdet består mestadels av skog (89 procent). Avrinningsområdet har 0,21 kvadratkilometer vattenytor vilket ger det en sjöprocent på 9,3 procent.